# اورنلا وانونی
اورنلا وانونی (ایتالیایی: Ornella Vanoni؛ زادهٔ ۲۲ سپتامبر ۱۹۳۴) از برجسته‌ترین خوانندگان زن موسیقی پاپ ایتالیاست. او از سال ۱۹۶۰ میلادی تاکنون مشغول فعالیت بوده و بیشتر به خاطر سبک خوانندگی پیچیده‌اش شناخته می‌شود.
از فیلم‌هایی در آن نقش داشته می‌توان به جزیره آرتورو اشاره کرد.